# Aéroport de Lyon-Saint-Exupéry
Pour les articles homonymes, voir Saint-Exupéry (homonymie), Satolas, Aéroport de Lyon et Lys (homonymie).
L'aéroport de Lyon-Saint Exupéry (code IATA : LYS • code OACI : LFLL), jusqu'en 2000 dénommé Lyon-Satolas, est un aéroport international français situé sur le territoire de la commune de Colombier-Saugnieu à 25 km à l'est de Lyon, dans les départements du Rhône. 
Avec 10 452 572 passagers en 2024, il se classe comme le cinquième aéroport français derrière ceux de Paris-Charles-de-Gaulle, Paris-Orly, Nice-Côte d'Azur et Marseille-Provence. Sa gestion est assurée par la société Aéroports de Lyon.
En 2019, il est désigné par le conseil international des aéroports meilleur aéroport européen de l'année parmi ceux accueillant de 10 à 25 millions de passagers par an.

## Géographie
L'aéroport s'étend sur 2 000 ha, dont 900 ha de réserves foncières. Il est situé dans les communes de Colombier-Saugnieu 69124/69125.
L'aéroport profite de la situation de la région lyonnaise, carrefour historique entre les vallées du Rhône et de la Saône, et de sa proximité avec la Suisse et l'Italie.

## Histoire

Aéroport de Lyon, vue de nuit (2024)

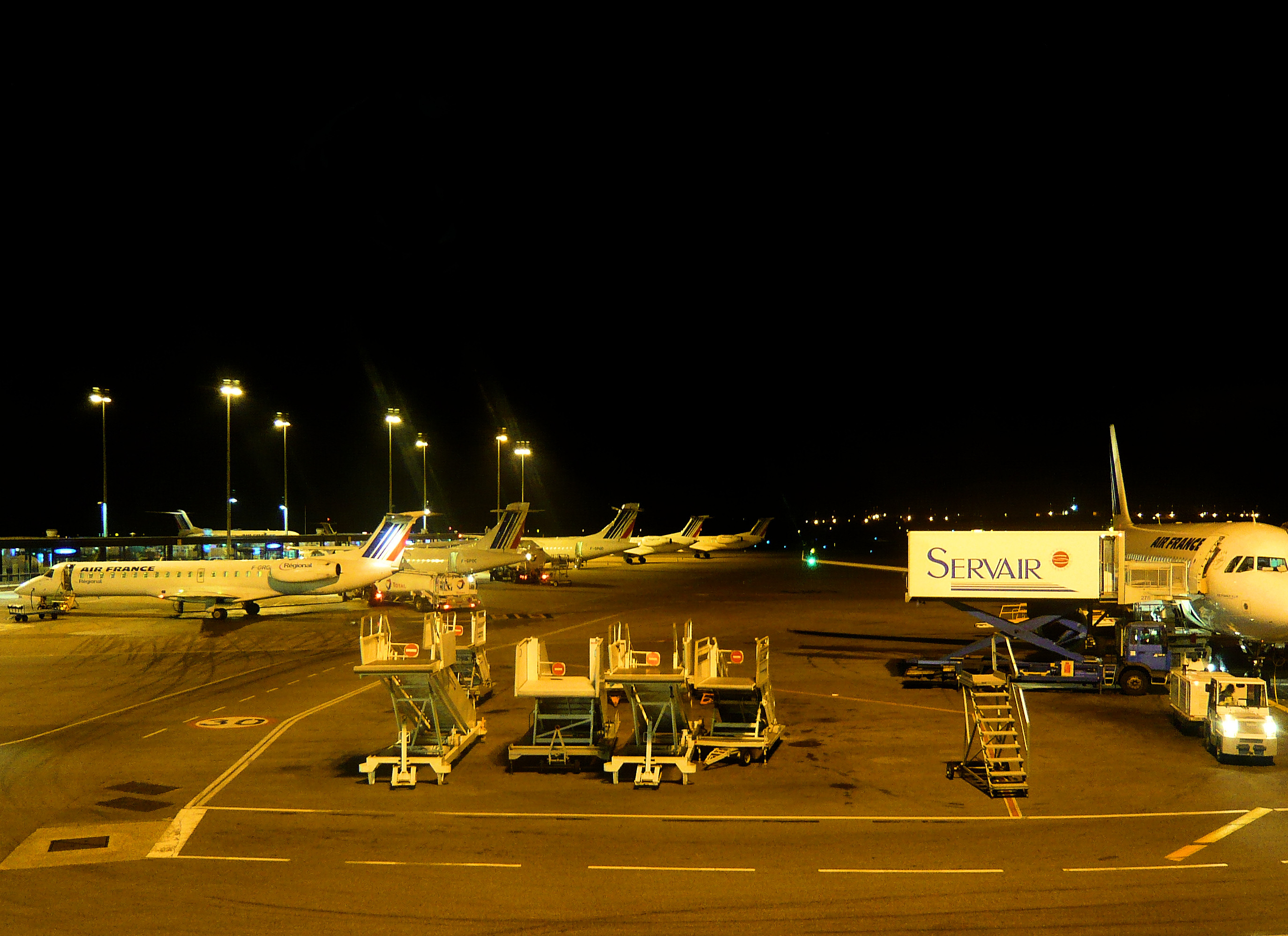
Avions à l'arrêt sur le tarmac de l'aéroport de Lyon-Saint-Exupéry.

La décision de construire un nouvel aéroport est prise à la fin des années 1960, afin de pallier la saturation progressive de l'aéroport de Lyon-Bron. En effet, celui-ci, situé en milieu urbain, ne possédait pas de possibilité d'extension et ses pistes trop courtes étaient inadaptées à l'accueil de vols long-courrier. Par ailleurs, la Chambre de commerce et d'industrie de Lyon souhaitait doter la région Rhône-Alpes d'un aéroport à la mesure de son développement et de ses ambitions internationales.
À cet effet, des études préliminaires sont entreprises dès 1965 pour rechercher un site capable d'accueillir ce futur aéroport, alors même que sa réalisation n'est pas encore décidée. L'emplacement doit répondre à plusieurs critères : la proximité des grandes villes régionales, une faible urbanisation de la zone et de bonnes caractéristiques aéronautiques. La plaine de l'est lyonnais est rapidement retenue, qui répond à tous ces critères.
Le nouvel aéroport est conçu par Guillaume Gillet, assisté des architectes Christian Drevet et Guy Tetard. Sa construction dure quatre ans et n’enregistre aucun retard ni dépassement de budget. Il est inauguré le 12 avril 1975 par le président de la République Valéry Giscard d'Estaing, le préfet de région Pierre Doueil et le président de la CCI de Lyon, Fernand Blanc. Les activités de l'aéroport de Lyon-Bron y sont transférées dans la nuit du 19 au 20 avril et l'aéroport accueille ce même jour son premier vol commercial, un Mercure de la compagnie Air Inter en provenance de Paris.
À l'origine, l'aéroport ne comporte qu'une seule piste longue de 4 000 m et deux terminaux. La capacité de traitement est alors de 3 millions de passagers par an. Face à la croissance régulière de la fréquentation, un programme d'investissement est lancé en 1989 visant à doubler les capacités de l'aéroport. À cet effet, une nouvelle piste, longue de 2 670 m, entre en service en mai 1992 afin d'écouler les pointes de trafic.
En 1994 est inaugurée la gare TGV. Œuvre de l'architecte et ingénieur espagnol Santiago Calatrava, son architecture audacieuse et visible plusieurs kilomètres à la ronde évoque pour certains un oiseau prenant son envol. Vue du ciel, la nouvelle configuration de l'aéroport (terminaux, parkings et gare) évoque une tête d'oiseau.
Le 24 octobre 1997, Air France ouvre un hub euro-régional, véritable plateforme de correspondances aériennes. À cette occasion, les terminaux sont réorganisés.
Le 29 juin 2000, l’aéroport est renommé Lyon-Saint-Exupéry, à l'occasion du centième anniversaire de la naissance d’Antoine de Saint-Exupéry, né à Lyon.
En 2005, un rapport commandé par le gouvernement au groupe de travail des Conseillers au commerce extérieur (CCE) critique violemment la gestion de l'aéroport, pointant du doigt son retard de développement par rapport à d'autres aéroports européens de taille comparable, le manque de compagnies régulières et à bas prix, l'insuffisance de la desserte ferroviaire (pas de TER allant jusqu'à l'aéroport) et de la signalisation routière, des dysfonctionnements internes (notamment la livraison des bagages au terminal 2), et un manque flagrant de cohérence de la politique commerciale de la plate-forme. Les conseillers accusent très clairement le directeur de l'aéroport d'alors, remercié quelques mois plus tard.

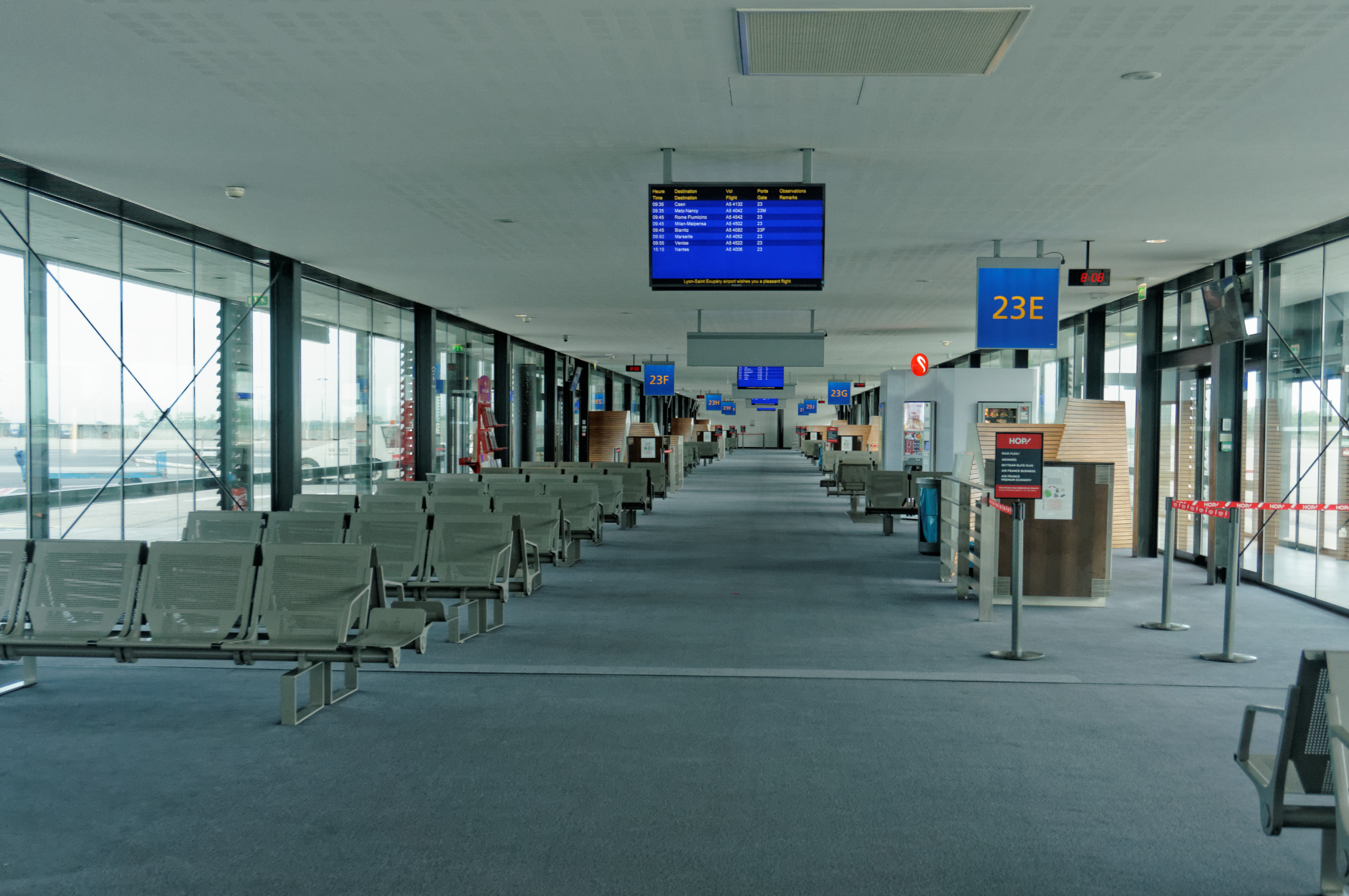
Salles d'embarquement.

À la suite de ce rapport et du vote d'une nouvelle loi sur la gestion des aéroports français, la société Aéroports de Lyon, destinée à gérer les deux aéroports lyonnais et attirer des capitaux privés dans leur gestion est créée le 21 décembre 2006. La concession est cédée par la CCIL le 6 mars 2007, et la société est officiellement lancée le 9 mars. À cette occasion, la concession de l'aéroport est renouvelée jusqu'en 2047.
En 2009, Aéroports de Lyon a investi 13,5 millions d'euros pour la rénovation et l'agrandissement du terminal 1. Outre le remplacement du carrelage par de la moquette, le changement des couleurs, l'amélioration de la luminosité et de la circulation au sein de l'aérogare, ainsi que l'installation de sièges supplémentaires, la capacité du terminal a été augmentée de 500 000 pour être portée à trois millions de passagers par an. De nouveaux commerces se sont en outre installés et un salon VIP doit ouvrir prochainement[Quand ?]. Les travaux se sont terminés le 29 juin 2009.
Le 8 décembre 2011, l'aéroport a pour la première fois de son histoire franchi le cap des huit millions de passagers.

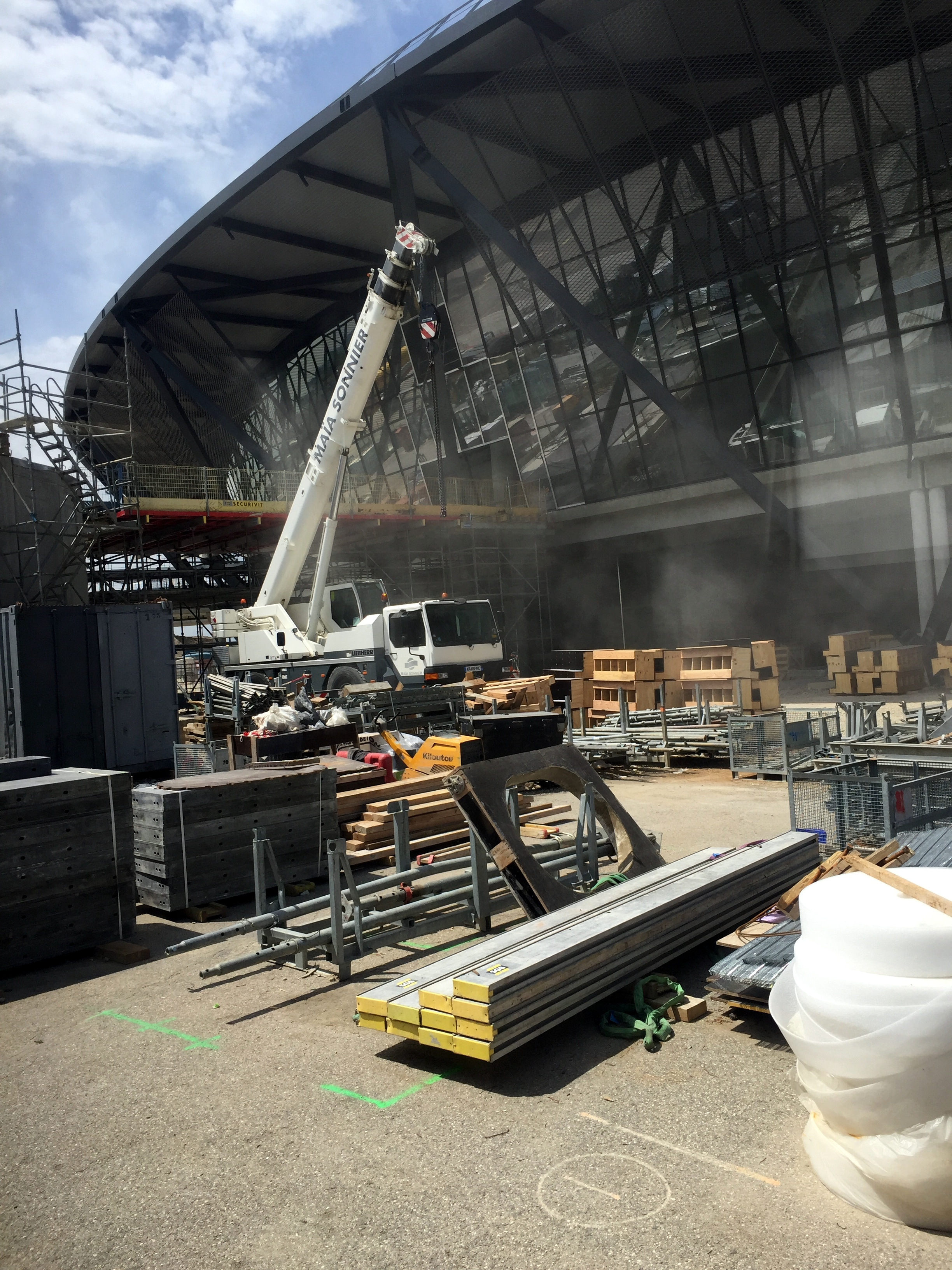
Construction du nouveau Terminal 1.

Afin d'accueillir la hausse attendue du trafic, des projets d'extension de l'aéroport sont lancés depuis 2011, avec notamment l'agrandissement du terminal 1, par la construction d'une extension au sud de l'aérogare actuelle. Elle est conçue par le cabinet d'architectes Rogers Stirk Harbour + Partners, groupé avec l'entreprise GFC du groupe Bouygues. Les travaux de ce terminal de 70 000 m2 ont débuté à l'été 2014, pour un coût de 215 millions d'euros. La première tranche a été livrée en mars 2017. Le 3 octobre 2017 est inauguré le nouveau terminal 1B.
À partir de 2013/2014, les terminaux 1 et 2 sont réhabilités et l'ensemble rouvre en 2020.
Le 19 décembre 2017, l'aéroport devient le quatrième aéroport français à franchir le cap symbolique des dix millions de passagers.
En 2019, un nouveau parking aérien est construit à la place de l'ancien parking P3, pour une capacité de 1 950 places au lieu de 300. Ce nouveau bâtiment est achevé en juin 2022.
En juin 2022, le terminal 2 est fermé pour rénovation, les compagnies y opérant étant transférées dans le terminal 1. Le hub régional d'Air France est pour l'occasion relocalisé dans le satellite D, initialement dédié aux vols low-cost. La réouverture du terminal 2, prévue en avril 2024, a bien eu lieu à la date prévue[réf. nécessaire].

## Gestion
À son ouverture en 1975, la gestion de l'aéroport est confiée à la Chambre de Commerce et d'Industrie de Lyon (CCIL), qui gère également celui de Lyon-Bron. La durée de la concession est fixée à 25 ans, soit jusqu'en 1990. Cette concession a été renouvelée à plusieurs reprises, la dernière fois le 21 mars 2001 pour une durée de dix ans.
Le 20 avril 2005, une nouvelle loi sur la gestion des principaux aéroports français est promulguée. Parue au Journal officiel le 21 avril 2005, elle prévoit la mise en place d'un nouveau régime de gestion des aéroports : ces derniers restent dans la compétence de l'État mais leur gestion est confiée à une société d'exploitation aéroportuaire.
À ce titre, la SASU Aéroports de Lyon est créée le 21 décembre 2006. Le 6 mars 2007, la CCIL cède sa concession de l'aéroport à la SASU. Quatre jours plus tard, le 10 mars 2007, la société Aéroports de Lyon est officiellement lancée et la concession renouvelée pour quarante ans, jusqu'en 2047. Elle est destinée à gérer les deux aéroports lyonnais (Lyon-Bron et Lyon-Saint-Exupéry). Son capital est réparti entre l'État (60 %), la CCIL (25 %) et les trois collectivités territoriales à parts égales (5 % chacune ; Métropole de Lyon, le conseil départemental du Rhône et le conseil régional de Rhône-Alpes).
Le capital détenu par l'État pourra être progressivement cédé aux entreprises publiques ou privées à partir de 2013. En octobre 2016, un décret officialise la privatisation de l'aéroport de Lyon et la vente de la participation de 60 % de l'État à un consortium composé de Vinci, Predica et de la Caisse des dépôts et consignations pour 535 millions d'euros.

Images de l'évolution de l'aéroport
Logo Lyon-Satolas en 1975
- Logo jusqu'en 2000
Logo de 2000 à 2008
- Logo de 2008 à 2019
Logo actuel de l'aéroport

## Infrastructures et équipements
L'aéroport est équipé de :

La gare TGV est desservie par des trains TGV et Ouigo.

- Deux pistes parallèles équipées de l'ILS de catégorie III :
  - Piste A, d'origine, 4 000 m × 45 m, orientation 17R/35L, utilisée préférentiellement pour les décollages ;
  - Piste B, mise en service en mai 1992, 2 670 m × 45 m, orientation 17L/35R, utilisée préférentiellement pour les atterrissages.
- Deux terminaux équipés[15] de 22 passerelles télescopiques d'embarquement direct et 80 postes hors passerelles :
  - Terminal 1 et son satellite (ancien Terminal 3 ouvert en 2011) dédié aux compagnies à bas prix, notamment EasyJet, ouvert en totalité fin 2017 ;
  - Terminal 2 et sa jetée dédiée au hub d'Air France.
- Six parkings, trois dépose-minute et deux petites zones d'attente (avant l'aéroport et gratuites) d'une capacité totale d'environ 14 000 places. Les parkings les plus éloignés sont reliés aux terminaux par un service de navettes gratuites. Ces navettes fonctionnent 24/24 (toutes les 10 à 15 min de 4 h 15 à 23 h 15, toutes les 20 min de 23 h 15 à 4 h 15).
  - Zone d'attente Nord : en arrivant par Pusignan : 17 places gratuites à 6 minutes du Terminal 1 et 8 minutes du Terminal 2 en voiture, non accessible à pied.
  - Zone d'attente Sud : en arrivant par A43/A432 et St Laurent de Mure : 24 places gratuites à 4 minutes du Terminal 1 et 6 minutes du Terminal 2 en voiture, difficilement accessible à pied.
  - Parking minute - Gare TGV (autocars de tourisme) : 44 places, 5 min à pied du Terminal 1 et 5 min à pied du Terminal 2.
  - Parking minute A - Terminal 1 : 90 places, au pied du Terminal 1 et 6 min à pied du Terminal 2.
  - Parking minute B - Terminal 1 : 74 places, au pied du Terminal 1 et 6 min à pied du Terminal 2.
  - Parking minute - Terminal 2 : 102 places, 10 min à pied du Terminal 1 et au pied du Terminal 2.
  - P0 : 1 169 places couvertes, 8 min à pied du Terminal 1 et 2 min à pied du Terminal 2.
  - P1 : 1 977 places couvertes, 8 min à pied du Terminal 1 et 4 min à pied du Terminal 2.
  - P2 : 679 places, 10 min à pied du Terminal 1 et 2 min à pied du Terminal 2.
  - P3 : 1 950 places + 20 places pour les véhicules électriques, 3 min à pied du Terminal 1 et 7 min à pied du Terminal 2.
  - P4 : 3 265 places + 8 places pour les véhicules électriques, 10 min à pied (4 min avec la navette) du Terminal 1 et 10 min à pied (6 min avec la navette) du Terminal 2.
  - P5 : 6 898 places, 8 min avec la navette du Terminal 1 et 11 min avec la navette du Terminal 2.
- D'une gare routière de seize quais le long du Terminal 1 pour les navettes parkings/loueurs, pour les lignes Cars TCL (Bus 47 - Meyzieu ZI - Aéroport St Exupéry - St-Laurent-de-Mure Maréchal Juin et Bus 48 - Genas Bornicat - Aéroport Saint-Exupéry) et ensuite pour les lignes de cars privées Blablabus, Flixbus ainsi que durant la saison hivernale pour Altigliss et BenBus. Les cars de tourisme sont autorisés uniquement dans le parking minute de la gare TGV. Les transferts des charters hivernaux du samedi et dimanche se font devant le nouveau Terminal 1 ou à côté des parkings P0/P1. Devant le Terminal 2 ne passent que les navettes parkings/loueurs.
- Des parkings privés situés à proximité de l'aéroport[16].
- Une gare TGV avec trois voies à quai, deux dans le sens sud-nord, une dans le sens nord-sud (1 666 530 passagers en 2022) en service depuis 1994.
- Des boutiques : mode, boutique hors taxes, bijouterie, tabac-presse, etc.
- Une dizaine d'hôtels à proximité dont trois dans la zone aéroportuaire desservis par des navettes gratuites dédiées.
- Cinq entreprises de location de voitures (Europcar, Avis/Budget, Hertz, Sixt, Enterprise/National/Alamo).
- Une caserne de pompiers des Aéroports de Lyon (unité du SSLIA) qui compte plus de cinquante soldats du feu et de nombreux véhicules d'intervention. La même brigade est chargée de surveiller l'aéroport de Lyon-Bron. Elle est indépendante du SDMIS 69.

## Compagnies aériennes

### Passagers
| Compagnies                  | Destinations |
| --------------------------- | --- |
| Aegean Airlines             | En saison : Athènes E.-Venizélos, Héraklion-N. Kazantzákis |
| Aer Lingus                  | Dublin En saison : Cork |
| Air Algérie                 | - Alger-Houari-Boumédiène, - Annaba-Rabah-Bitat, - Batna - Mostepha Ben Boulaïd, - Béjaïa, - Biskra-M. Khider, - Constantine-Mohamed-Boudiaf, - Oran-Ahmed-Ben-Bella, - Sétif, - Tlemcen - Zenata - Messali El Hadj |
| Air Arabia Maroc            | Casablanca-Mohammed-V, Fès-Saïss, Tanger En saison : Oujda-Les Angades |
| Air Cairo                   | En saison : Louxor |
| Air Canada                  | Montréal (P.-E.-Trudeau) |
| Air Corsica                 | Ajaccio-Napoléon-Bonaparte, Bastia-Poretta, Calvi Sainte-Catherine, Figari Sud Corse |
| Air Dolomiti                | Francfort, Munich-F. J. Strauß |
| Air France                  | - Amsterdam, - Biarritz-Pays Basque, - Bordeaux-Mérignac, - Brest-Bretagne, - Caen, - Calvi Sainte-Catherine, - Figari Sud Corse, - Marseille-Provence, - Nantes-Atlantique, - Nice-Côte d'Azur, - Paris-Charles de Gaulle, - Rennes-Saint-Jacques, - Strasbourg, - Toulouse-Blagnac |
| Air Montenegro              | Podgorica |
| Air Serbia                  | Belgrade-Nikola-Tesla |
| Air Transat                 | Montréal (P.-E.-Trudeau) |
| AJet                        | Istanbul-S. Gökçen |
| ASL Airlines France         | Alger-Houari-Boumédiène |
| Austrian Airlines           | Vienne-Schwechat |
| Braathens Regional Airlines | Göteborg |
| British Airways             | Londres-Heathrow En saison : Londres-Gatwick |
| Brussels Airlines           | Bruxelles-National |
| Chalair Aviation            | Limoges-Bellegarde |
| Corsair                     | La Réunion-R. Garros |
| Croatia Airlines            | En saison : Split |
| easyJet                     | - Alicante-Elche - Athènes E.-Venizélos - Barcelone-El Prat - Bastia-Poretta - Biarritz-Pays Basque - Birmingham - Bordeaux-Mérignac - Charm el-Cheikh (débute le 28 octobre 2025) - Copenhague-Kastrup - Édimbourg - Essaouira Mogador - Faro - Lanzarote-Arrecife - La Rochelle-Île de Ré - Lisbonne-H. Delgado - Londres-Gatwick - Londres-Luton - Madère-C. Ronaldo - Madrid-Barajas - Malaga-Costa del Sol - Manchester - Marrakech-Ménara - Nantes-Atlantique - Naples-Capodichino - Porto-F. Sá-Carneiro - Prague-Václav-Havel - Priština (débute le 28 octobre 2025) - Rabat-Salé - Rome Léonard-de-Vinci/Fiumicino - Ténériffe-Sud Reine Sofia - Toulouse-Blagnac - Venise - Marco Polo En saison : - Agadir-Al Massira - Ajaccio-Napoléon-Bonaparte - Belfast - Berlin-Brandebourg - Bristol - Budapest-Ferenc Liszt - Calvi Sainte-Catherine - Catane-Fontanarossa - Corfou-I. Kapodístrias - Dubrovnik - Figari Sud Corse - Hurghada - Ibiza - La Canée I.-Daskaloyánnis - Minorque-Mahón - Olbia-Costa Smeralda - Palerme Falcone-Borsellino - Palma de Majorque - Rovaniemi - Split |
| Emirates                    | Dubaï |
| Eurowings                   | Düsseldorf |
| FlyOne                      | Chișinău |
| FlyOne Armenia              | En saison : Erevan-Zvarnots |
| Iberia                      | Madrid-Barajas |
| Iberia Regional             | Madrid-Barajas |
| Jet2.com                    | En saison : Manchester |
| KLM                         | Amsterdam |
| KM Malta Airlines           | Malte |
| LOT Polish Airlines         | Varsovie-Chopin |
| Lufthansa                   | Francfort, Munich-F. J. Strauß |
| Norwegian Air Shuttle       | En saison : Oslo-Gardermoen, Stockholm-Arlanda |
| Nouvelair                   | En saison : Djerba-Zarzis, Monastir, Tunis-Carthage |
| Pegasus Airlines            | Istanbul-S. Gökçen, Kayseri-Erkilet |
| Royal Air Maroc             | Casablanca-Mohammed-V |
| Royal Jordanian             | Amman-Reine-Alia |
| Scandinavian Airlines       | Copenhague-Kastrup |
| Sky Express                 | En saison : Héraklion-N. Kazantzákis |
| Sun d'Or                    | Tel Aviv - Ben Gourion |
| TAP Air Portugal            | Lisbonne-H. Delgado |
| Transavia France            | - Agadir-Al Massira - Alger-Houari-Boumédiène - Béjaïa - Constantine-Mohamed-Boudiaf - Djeddah - Roi-Abdelaziz - Fès-Saïss - Istanbul - Madère-C. Ronaldo - Marrakech-Ménara - Monastir - Oran-Ahmed-Ben-Bella - Oujda-Les Angades - Porto-F. Sá-Carneiro - Tlemcen - Zenata - Messali El Hadj - Tunis-Carthage En saison : - Ajaccio-Napoléon-Bonaparte - Antalya - Athènes E.-Venizélos - Bastia-Poretta - Le Caire - Dakar-B. Diagne - Djerba-Zarzis - Dubaï Al Maktoum - Erevan-Zvarnots - Faro - Héraklion-N. Kazantzákis - Hurghada - Malaga-Costa del Sol - Palerme Falcone-Borsellino - Palma de Majorque - Paphos (débute le 12 juillet 2025) - Rhodes-Diagoras - Sal-A. Cabral - Santorin - Séville-San Pablo - Tirana-Mère-Teresa |
| Tunisair                    | Djerba-Zarzis, Monastir, Tunis-Carthage |
| Turkish Airlines            | Istanbul |
| Twin Jet                    | Bologne-Borgo Panigale, Milan-Malpensa, Pau-Pyrénées, Strasbourg |
| Volotea                     | - Athènes E.-Venizélos - Berlin-Brandebourg - Fuerteventura - Lanzarote-Arrecife - Las Palmas/Gran Canaria - Malaga-Costa del Sol - Nantes-Atlantique - Porto-F. Sá-Carneiro - Prague-Václav-Havel - Strasbourg - Ténériffe-Sud Reine Sofia - Valence - Venise - Marco Polo En saison : - Ajaccio-Napoléon-Bonaparte - Alicante-Elche - Bari-Karol Wojtyła - Bastia-Poretta - Corfou-I. Kapodístrias - Dubrovnik - Faro - Figari Sud Corse - Florence-Peretola - Héraklion-N. Kazantzákis - Madrid-Barajas - Marrakech-Ménara - Minorque-Mahón - Naples-Capodichino - Olbia-Costa Smeralda - Oslo-Gardermoen - Palerme Falcone-Borsellino - Palma de Majorque - Rhodes-Diagoras - Sétif - Split |
| Vueling                     | Barcelone-El Prat |
| Wizz Air                    | - Bucarest-H. Coandă - Cluj-Napoca - Cracovie-Jean-Paul II - Rome Léonard-de-Vinci/Fiumicino - Skopje - Sofia-Vrajdebna - Tirana-Mère-Teresa En saison : Londres-Gatwick |

### Cargo
| Compagnies                                   | Destinations                                  |
| -------------------------------------------- | --------------------------------------------- |
| Air Algérie Cargo                            | Alger-Houari-Boumédiène, Oran-Ahmed-Ben-Bella |
| ASL Airlines Belgium                         | Liège-Bierset                                 |
| ASL Airlines France                          | Paris-Charles de Gaulle                       |
| DHL Aviation opéré par DHL Air UK            | Leipzig/Halle                                 |
| FedEx Express opéré par ASL Airlines Ireland | Marseille-Provence, Paris-Charles de Gaulle   |
| UPS Airlines opéré par Star Air(en)          | Cologne/Bonn-K. Adenauer, Toulouse-Blagnac    |

## Accès

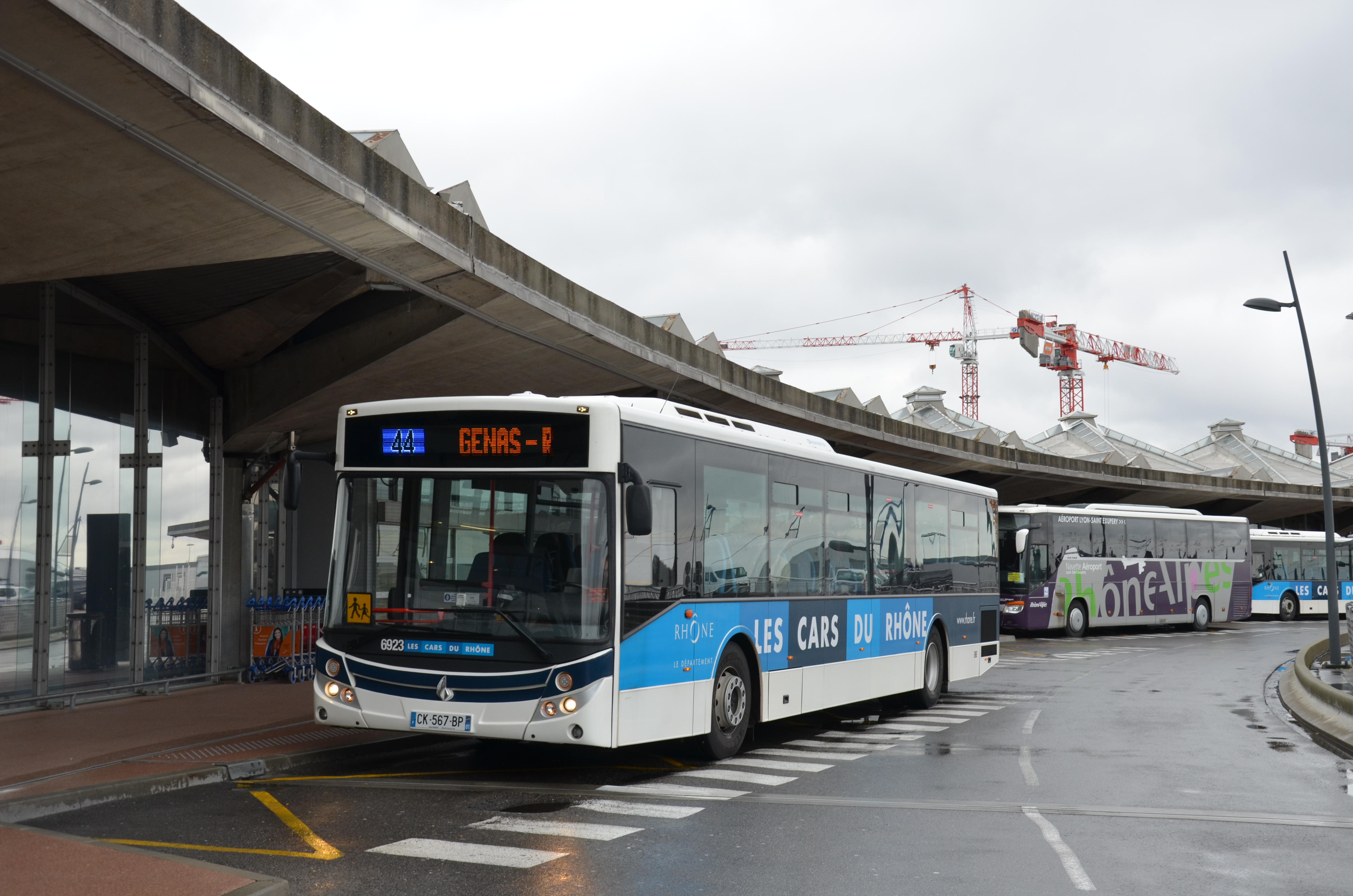
Les Cars du Rhône desservaient l'aéroport jusqu'au 31 août 2015. Le réseau TCL assura la desserte jusqu'au 31 décembre 2015 et reprendra la desserte en septembre 2019.

L'aéroport est situé à environ 25 km du centre de Lyon, 75 km de Saint-Étienne, 80 km d'Annonay, 85 km de Chambéry, 90 km de Grenoble et environ 100 km de Valence. Il est accessible depuis l'ensemble de l'ancienne région Rhône-Alpes par différents moyens de transports :

### Voiture
En voiture, par l'autoroute A432 connectée aux autoroutes A42, A46 au Nord et A43 au Sud. L'accès est payant (2,10 € en mai 2021).
L'aéroport est accessible aussi par les routes départementales RD29 venant de Genas, RD124z venant de villette d'Anthon, RD517e venant de Pusignan et enfin par la RD29 venant de St-Laurent Zone Industrielle. L’accès est gratuit.

### Taxi
Des stations de taxis sont présentes devant chaque terminal et devant la gare TGV.

### Transports en commun

#### Rhônexpress

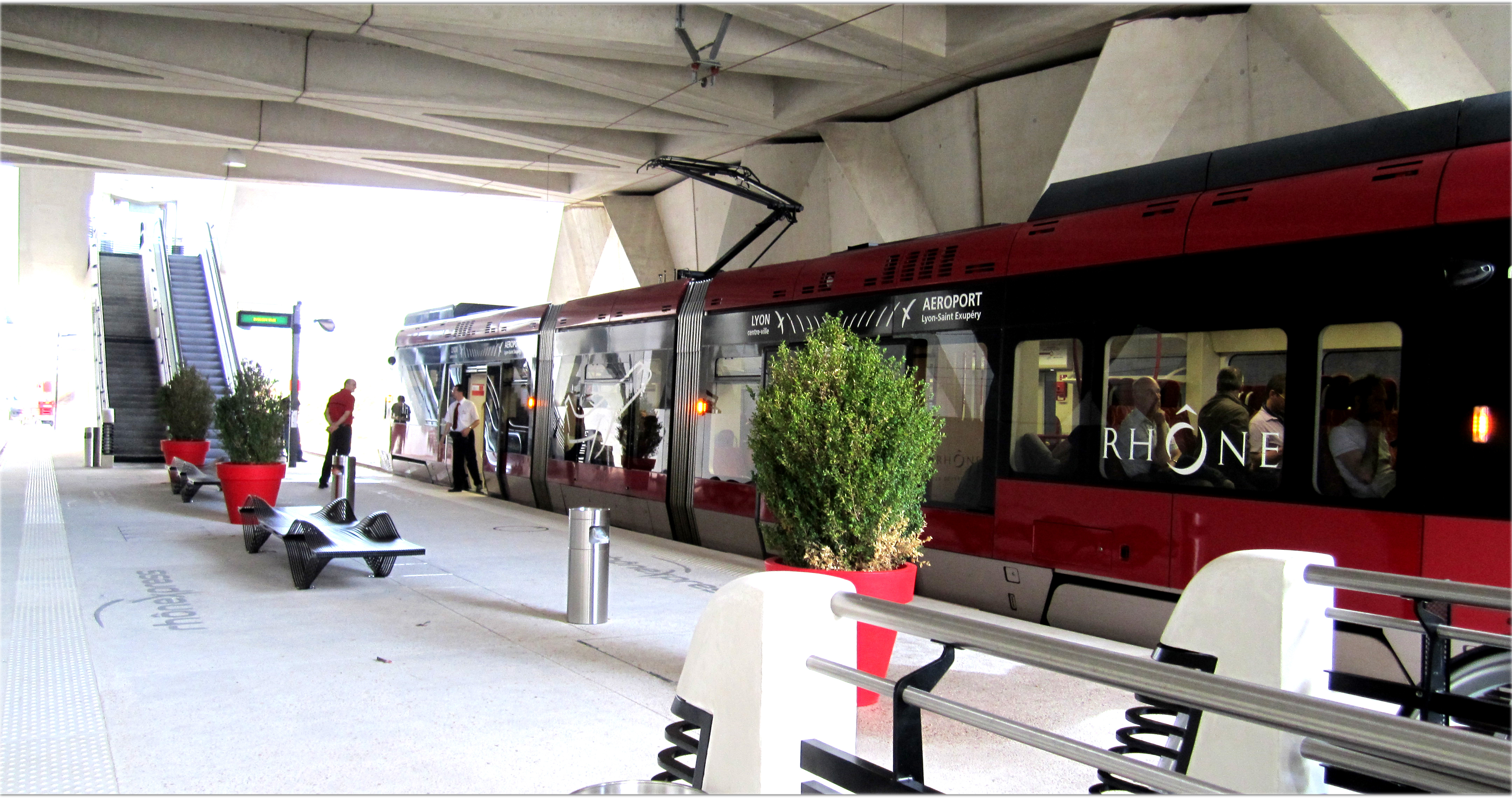
Un tram-train Rhônexpress à la station terminus Aéroport.

La ligne ferroviaire express Rhônexpress relie l'aéroport à la gare de Lyon Part-Dieu en 30 minutes avec deux stations intermédiaires : Meyzieu Z.I. (tramway T3) et Vaulx-en-Velin - La Soie (métro A, tramways T3 et T7, bus N100 direction Eurexpo). Les trains circulent à une vitesse moyenne de 30 km/h entre la gare de Lyon Part-Dieu et Meyzieu et une vitesse moyenne de 90 km/h entre Meyzieu Z.I. et l'aéroport. Cette liaison est en service de 4 h 25 à minuit et offre aux usagers une fréquence de 30 minutes de 5 h à 6 h et de 21 h minuit et une fréquence de 15 minutes de 6 h à 21 h.
Elle remplace lors de son ouverture Satobus, l'ancienne navette par autocars reliant la gare de Lyon-Part-Dieu à l'aéroport. Le billet aller-retour plein-tarif coûtait 26,70 €. Jusqu'à 25 ans, c'est un tarif de 10 € pour un sens et 19 € aller-retour qui s'appliquait. Le service était gratuit pour les enfants de moins de 12 ans. Le prix était fixe quel que soit l'arrêt dans les deux sens. Il est à noter que seules les montées étaient autorisées aux arrêts intermédiaires en direction de l'aéroport. En direction de Lyon depuis l'aéroport, seules les descentes aux arrêts intermédiaires étaient autorisées.

#### Réseau TCL

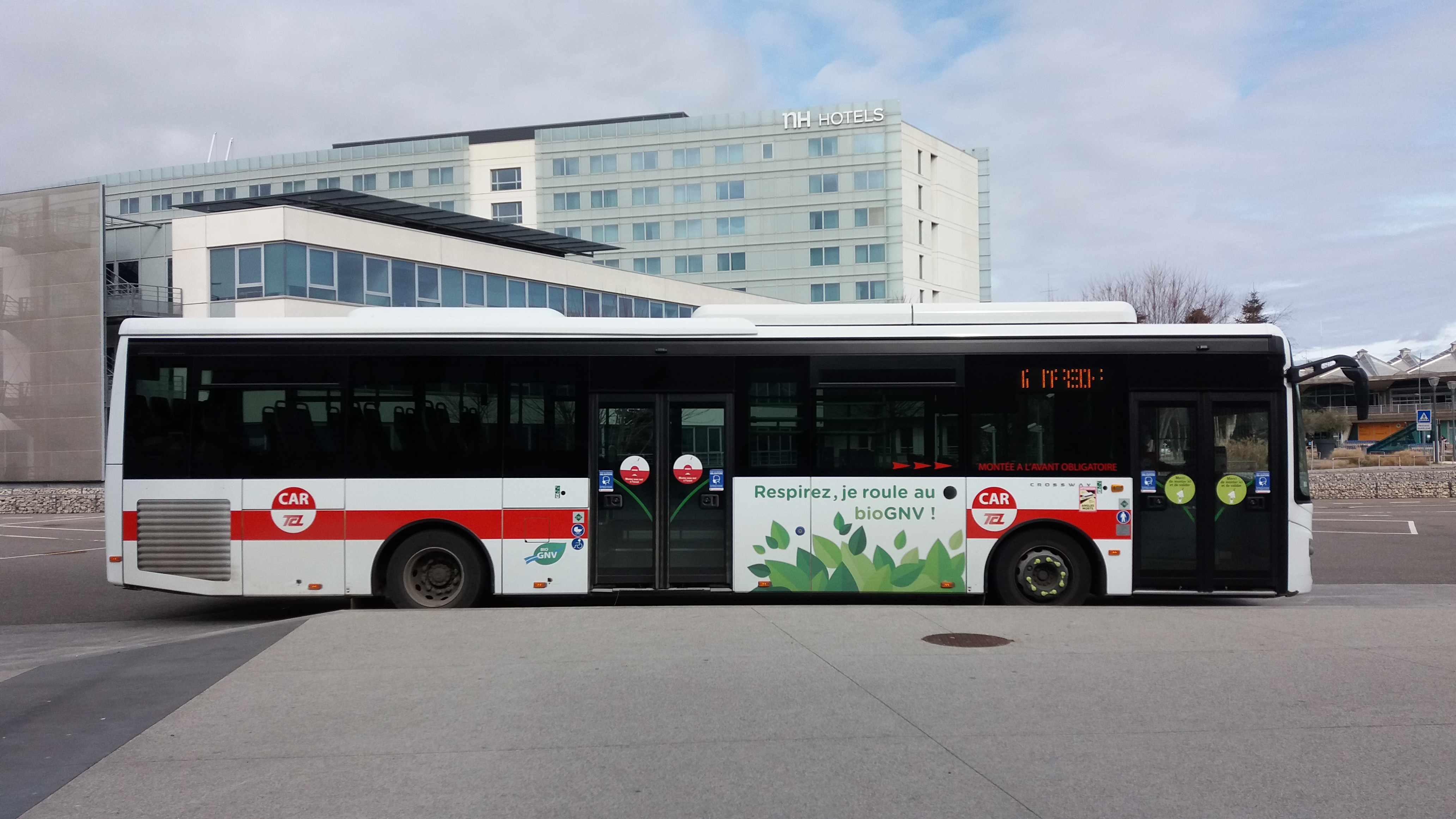
Un bus TCL de la ligne 47 à l'aéroport

En 2015, les lignes Cars du Rhône desservant l'aéroport deviennent des lignes TCL mais Rhônexpress invoquant le monopole de sa concession les fait supprimer la même année. En juin 2019, le tribunal administratif déboute Rhônexpress, ce qui permet l'ouverture de deux nouvelles lignes TCL (l'arrêt est situé vers le dépose-minute du terminal 1, aucun panneau n'annonçant la présence de ces bus dans l'enceinte de l'aéroport).
Depuis le 2 septembre 2019, la ligne de bus 47 circule entre Meyzieu Z.I. et Saint-Laurent-de-Mure via Pusignan et l'aéroport. Elle est exploitée avec des cars Crossway LE au gaz naturel à entrée basse et pour certains aménagés avec des racks à bagages. Elle fonctionne tous les jours de 5 h 55 (premier départ de Meyzieu Z.I. vers l'aéroport) à 23 h 58 (dernier départ de l'aéroport vers Meyzieu Z.I.), avec une fréquence de 30 minutes.
Le 6 janvier 2020, la ligne de bus 48 est mise en service entre Genas et l'aéroport, circulant de 6 h 30 à 21 h, avec une fréquence de 35 minutes en heures de pointe.

#### Train à grande vitesse

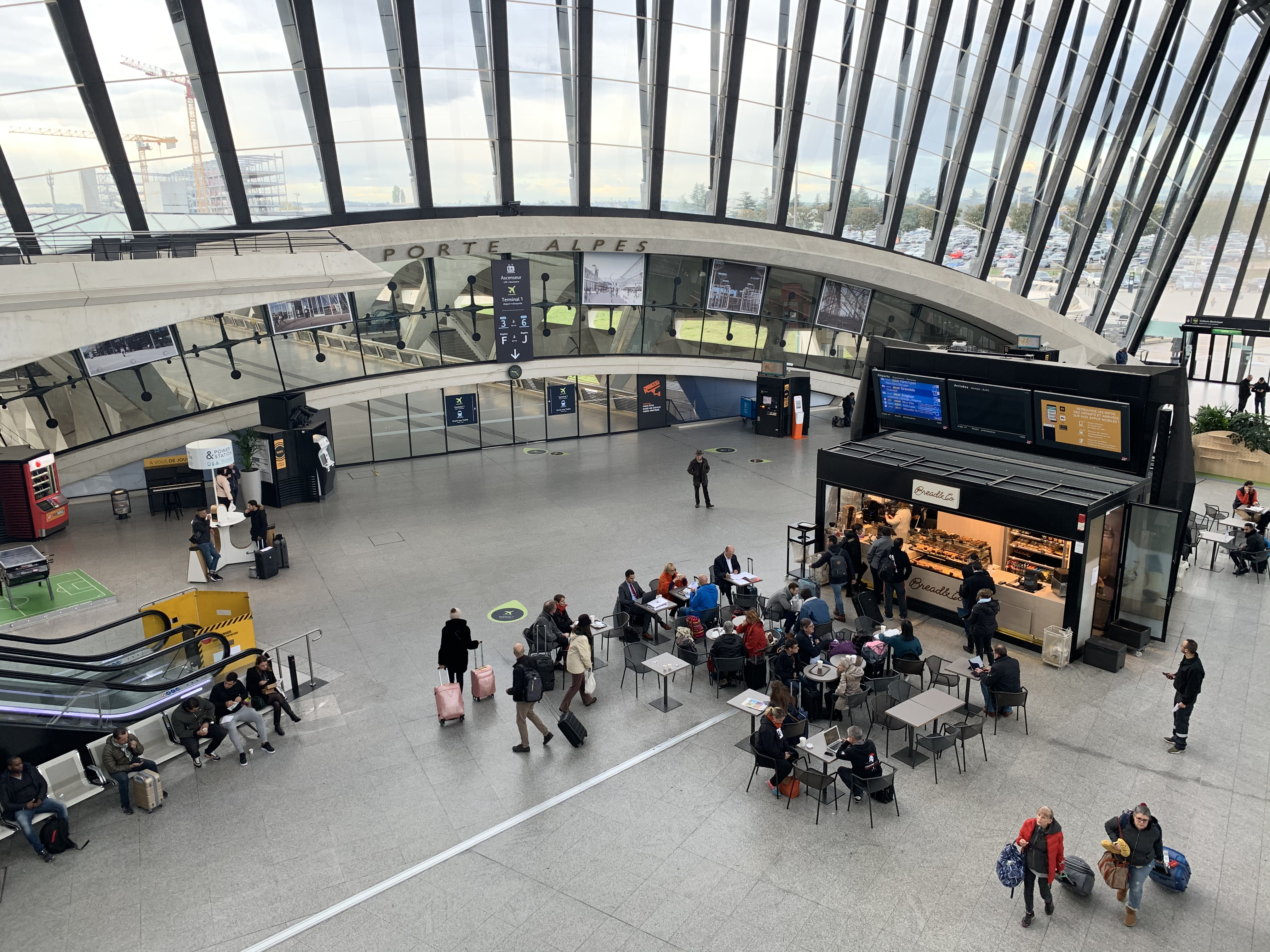
L'intérieur de la gare de Lyon-Saint-Exupéry TGV.

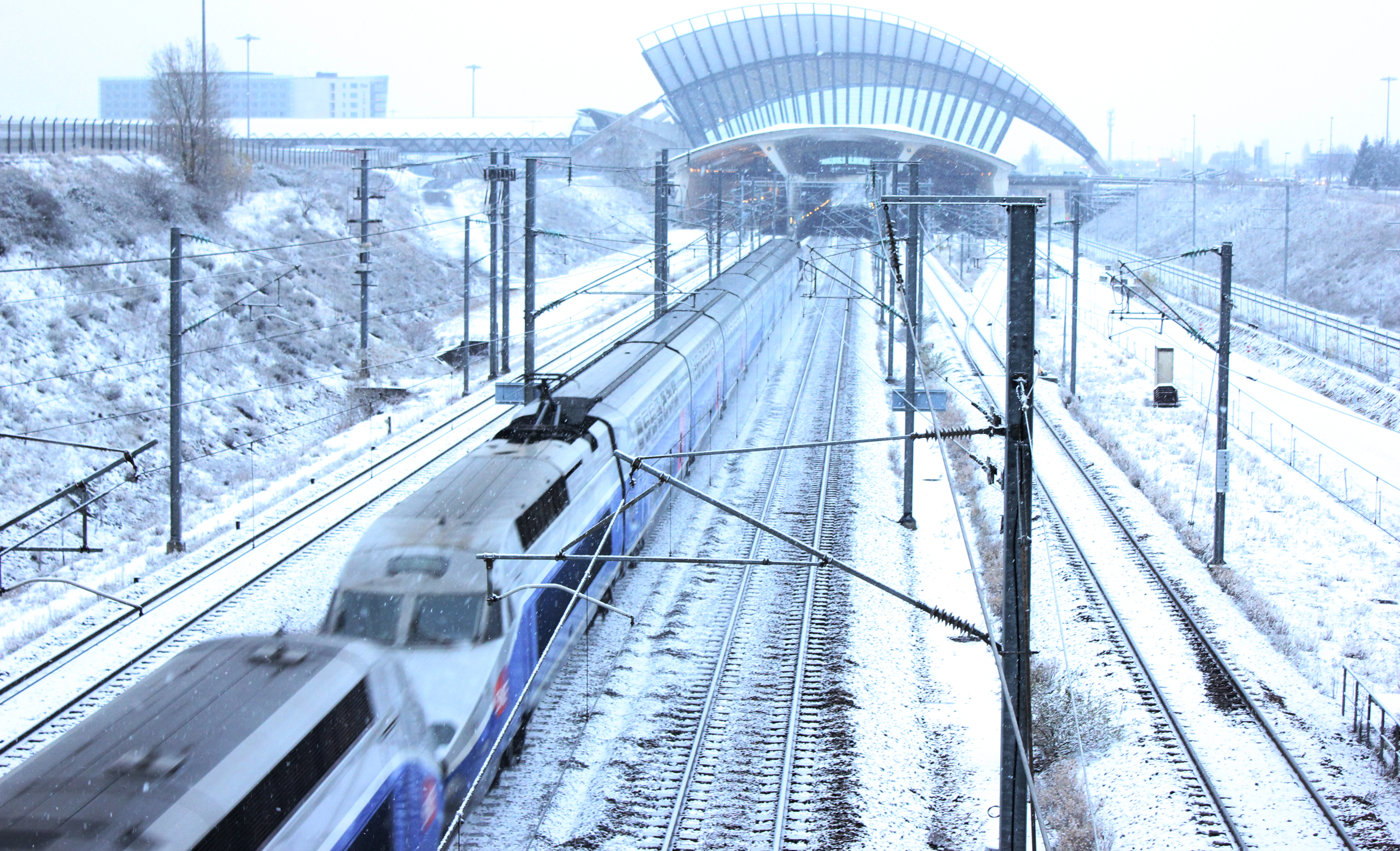
La LGV Rhône-Alpes et la gare.

L'aéroport comporte sa propre gare : Lyon-Saint-Exupéry TGV. Elle est desservie par une quarantaine de TGV inOui et Ouigo par jour, en provenance ou à destination de :
- Paris Gare de Lyon ;
- Grenoble ;
- Chambéry ;
- Aéroport CDG 2 TGV (via Marne-la-Vallée TGV) ;
- Bourg Saint-Maurice (via Moûtiers et Aime La Plagne) en saison hivernale ;
- Lille Europe ;
- Montpellier (via Nîmes) ;
- Nice ;
- Valence ;
- Miramas ;
- Avignon TGV ;
- Marseille Saint-Charles ;
- Aix-en-Provence TGV.

#### Autocar
En autocar, grâce aux navettes privées, Blablabus et Flixbus, depuis les principales villes de Rhône-Alpes : Grenoble (avec une fréquence au minimum horaire pour Blablabus de 4h00 à 21h00 vers l'aéroport et de 5h30 à 00h30 vers Grenoble), Annecy, Aix-les-Bains, Chambéry (2éme fréquence la plus élevée derrière Grenoble), Chamonix, Clermont-Ferrand, St Etienne... il est impossible, car interdit, d'acheter un billet d'autocar pour faire le trajet Lyon Saint Exupéry à Lyon Perrache, dans un sens comme dans l'autre.
Lors de la saison hivernale, des navettes privées sont mises en service entre l'aéroport et les principales stations de sports d'hiver de la région par Altigliss et BenBus en trajets directs mais aussi avec Blablabus en trajets avec correspondances.
Les autocars de tourisme privés venant déposer des passagers à l'aéroport de Lyon ne peuvent le faire que dans le parking minute de la gare TGV, limité à plusieurs passages par jour et moyennant le paiement d'une redevance de passage d'un peu moins de 9€00.

## Statistiques

### Évolution annuelle du nombre de passagers aériens
Le graphique qui aurait dû être présenté ici ne peut pas être affiché car il utilise l'ancienne extension Graph, désactivée pour des questions de sécurité. Des indications pour créer un nouveau graphique avec la nouvelle extension Chart sont disponibles ici.

Voir la requête brute et les sources sur Wikidata.

#### Zoom sur l'impact du covid de 2019-2020
Le graphique qui aurait dû être présenté ici ne peut pas être affiché car il utilise l'ancienne extension Graph, désactivée pour des questions de sécurité. Des indications pour créer un nouveau graphique avec la nouvelle extension Chart sont disponibles ici.

Voir la requête brute et les sources sur Wikidata.

### Évolution du trafic passagers et fret
La fréquentation de l'aéroport n'a cessé d'augmenter depuis son ouverture en 1975, en ne traversant que peu « d'années noires » où le trafic était en recul. De nombreux caps ont été franchis : deux millions de passagers en 1977, trois millions en 1988, quatre en 1995, cinq en 1998, six en 2000, sept en 2007, huit en 2011, neuf en 2016, dix en 2017 et onze millions en 2018. Cette croissance, entre 2015 et 2019, représente « la plus forte croissance des aéroports français ».
Le tableau ci-dessous récapitule l'évolution du trafic passagers et fret avionné de ces dernières années.
| Évolution du trafic passagers [passagers] | Évolution du trafic passagers [passagers] | Évolution du trafic passagers [passagers] | Évolution du trafic passagers [passagers] | Évolution du trafic passagers [passagers] | Évolution du trafic passagers [passagers] | Évolution du trafic fret avionné [tonnes] | Évolution du trafic fret avionné [tonnes] |
| Année                                     | National                                  | International                             | Transit                                   | Total                                     | Évolution                                 | Total                                     | Évolution                                 |
| ----------------------------------------- | ----------------------------------------- | ----------------------------------------- | ----------------------------------------- | ----------------------------------------- | ----------------------------------------- | ----------------------------------------- | ----------------------------------------- |
| 2024                                      | 2 315 362                                 | 8 137 210                                 |                                           | 10 452 572                                | +4,9 %                                    |                                           |                                           |
| 2023                                      | 2 660 348                                 | 7 304 894                                 | 24 625                                    | 9 965 242                                 | +16,7 %                                   | 49 713                                    | - 6,2 %                                   |
| 2022                                      | 2 864 296                                 | 5 671 523                                 | 22 522                                    | 8 558 341                                 | +89,1 %                                   | 52 980                                    | +5,8 %                                    |
| 2021                                      | 2 058 740                                 | 2 450 877                                 | 15 935                                    | 4 525 552                                 | +27,3 %                                   | 50 076                                    | +9,1 %                                    |
| 2020                                      | 1 482 637                                 | 2 059 720                                 | 11 561                                    | 3 542 357                                 | - 69,7 %                                  | 45 908                                    | - 19,9 %                                  |
| 2019                                      | 3 795 822                                 | 7 895 702                                 | 48 076                                    | 11 739 600                                | + 6,4 %                                   | 57 278                                    | ▼ −1,09 %                                 |
| 2018                                      | 3 572 210                                 | 7 406 550                                 | 58 653                                    | 11 037 410                                | + 7,4 %                                   | 57 907                                    | ▲ +4,52 %                                 |
| 2017                                      | 3 344 759                                 | 6 886 639                                 | 48 794                                    | 10 280 192                                | + 7,6 %                                   | 55 405                                    | ▼ −1,24 %                                 |
| 2016                                      | 3 146 938                                 | 6 351 780                                 | 54 532                                    | 9 553 250                                 | + 9,8 %                                   | 56 103                                    | ▲ +11,51 %                                |
| 2015                                      | 2 991 101                                 | 5 644 716                                 | 67 537                                    | 8 703 354                                 | + 2,8 %                                   | 50 312                                    | ▲ +6,91 %                                 |
| 2014                                      | 2 983 121                                 | 5 419 005                                 | 64 967                                    | 8 467 093                                 | - 1,1 %                                   | 47 062                                    | ▼ −68,24 %                                |
| 2013                                      | 3 107 322                                 | 5 394 873                                 | 60 103                                    | 8 562 298                                 | + 1,3 %                                   | 148 159                                   | ▲ +8,99 %                                 |
| 2012                                      | 3 106 750                                 | 5 260 117                                 | 84 172                                    | 8 451 039                                 | + 0,2 %                                   | 135 943                                   | ▲ +0,34 %                                 |
| 2011                                      | 3 160 619                                 | 5 157 052                                 | 119 470                                   | 8 437 141                                 | + 5,7 %                                   | 135 476                                   | ▲ +3,37 %                                 |
| 2010                                      | 2 864 867                                 | 4 936 982                                 | 177 379                                   | 7 979 228                                 | + 3,4 %                                   | 131 060                                   | ▲ +32,63 %                                |
| 2009                                      | 2 847 857                                 | 4 724 956                                 | 144 796                                   | 7 717 609                                 | - 2,6 %                                   | 98 819                                    | ▼ −23,85 %                                |
| 2008                                      | 2 936 736                                 | 4 861 398                                 | 125 929                                   | 7 924 063                                 | + 8,2 %                                   | 129 770                                   | ▼ −9,04 %                                 |
| 2007                                      | 2 826 549                                 | 4 367 025                                 | 127 378                                   | 7 320 952                                 | + 8,4 %                                   | 142 667                                   | ▼ −1,17 %                                 |
| 2006                                      | 2 708 484                                 | 3 956 083                                 | 87 766                                    | 6 752 333                                 | + 2,9 %                                   | 144 354                                   | ▲ +3,75 %                                 |
| 2005                                      | 2 593 645                                 | 3 869 040                                 | 98 680                                    | 6 561 365                                 | + 5,3 %                                   | 139 141                                   | ▲ +4,43 %                                 |
| 2004                                      | 2 544 546                                 | 3 581 626                                 | 102 440                                   | 6 228 612                                 | + 4,9 %                                   | 133 242                                   | ▲ +4,41 %                                 |
| 2003                                      | 2 504 221                                 | 3 355 754                                 | 79 920                                    | 5 939 895                                 | + 2,8 %                                   | 127 614                                   | ▼ −2,32 %                                 |
| 2002                                      | 2 468 484                                 | 3 257 278                                 | 42 462                                    | 5 778 224                                 | - 5,4 %                                   | 130 644                                   | ▲ +4,58 %                                 |
| 2001                                      | 2 644 629                                 | 3 414 339                                 | 49 639                                    | 6 108 607                                 | + 1,5 %                                   | 124 928                                   | ▼ −2,34 %                                 |
| 2000                                      | 2 594 862                                 | 3 338 555                                 | 87 644                                    | 6 021 061                                 | + 9,5 %                                   | 127 919                                   | ▲ +19,09 %                                |
| 1999                                      | 2 486 599                                 | 2 929 672                                 | 84 277                                    | 5 500 548                                 | -                                         | 107 412                                   | -                                         |

## Accidents
- Le 28 juin 1994, un appareil appartenant à la compagnie Air Provence est victime d'un incident technique lors de son atterrissage. L'avion, un bi-turbopropulseur, qui avait décollé de Rouen, est en partie détruit par l'incendie déclenché une fois l'appareil posé. Deux personnes sont blessées sur les vingt-quatre à bord.
- Le 2 mai 2000, un Learjet 35A, jet privé du pilote britannique de Formule 1, David Coulthard, s'écrase sur la piste. Alors que l'appareil reliait l'aéroport de Farnborough dans la banlieue de Londres à celui de Nice, un des réacteurs est tombé en panne, le contraignant à se poser d'urgence à Lyon-Satolas. L'atterrissage ne se passe pas comme prévu, une des ailes touche la piste et l'avion s'écrase. David Coulthard s'en sort avec quelques blessures, mais les deux pilotes du jet sont tués.
- Le 29 mars 2013 en début de soirée, un Airbus A321 de la compagnie Air Méditerranée sort de la piste lors de son atterrissage. L'avion, en provenance d'Agadir au Maroc et qui transportait cent quatre-vingt-un passagers, a terminé sa route hors de la piste, complètement embourbé. Le trafic a été perturbé, mais l'accident n'a fait aucun blessé[29].